# Jibla
Jiblah (en árabe: جِبْلَة‎) es una ciudad del suroeste de Yemen, de circa 8 km, al suroeste de Ibb en la gobernación del mismo nombre. Se encuentra a una altitud de unos 2200 m, cerca de Jabal At-Taʿkar (جَبَل ٱلتَّعْكَر).
La ciudad y sus alrededores entraron a formar parte del Patrimonio de la Humanidad de la UNESCO.  debido a su supuesto valor cultural universal. En 2019 se estableció la Universidad de Jibla de Ciencias Médicas y de la Salud en el centro de la ciudad. En la ciudad se encuentra el histórico Palacio de la reina Arwa.

## Historia

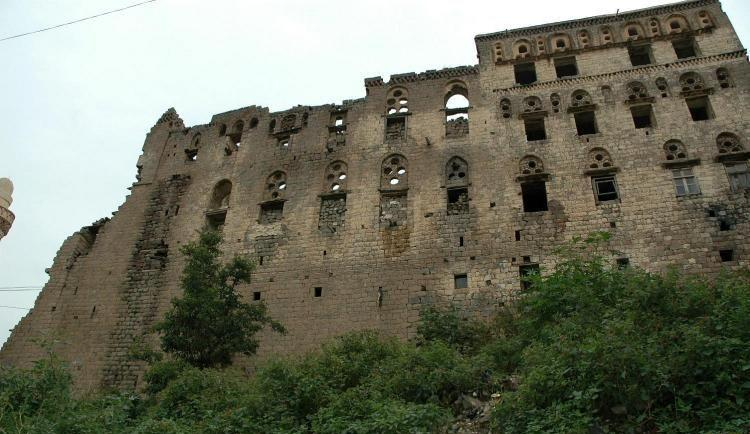
El palacio de la reina Arwa en 2013.

Tras el asesinato del sulayhide 'Alí ibn Muhammad en 1067  el marido de Arwa al-Sulayhi, Ahmad, se convirtió en el gobernante de iure de Yemen, pero no pudo gobernar, ya que estaba paralizado y postrado en cama. Entregó todo su poder a Arwa, una de cuyas primeras acciones fue trasladar la capital de Saná a Jibla para estar en mejores condiciones de destruir a Sa'id ibn Najar y vengar así la muerte de su suegro. Lo consiguió haciéndole caer en una trampa en 1088. Construyó un nuevo palacio en Jibla y transformó el antiguo en una gran mezquita, donde fue enterrada.

## Vida rural
Todavía en 1979, las mujeres de Jibla lavaban la ropa en grandes estanques formados por riachuelos de agua de manantial natural, que bajaban por las laderas de Jebal Attaker. Los escalones del arroyo se utilizaban en lugar de las tablas de fregar. «Descansa tu corazón entre las pequeñas colinas de Dhī l-Sufāl, contempla sus extensiones, / Allí el aire es tan claro como el cristal, el agua es pura, y la noche trae aún mayor felicidad».

## Infraestructuras

### Salud
En Jibla había un hospital baptista estadounidense. El 30 de diciembre de 2002, un militante islamista entró en el hospital y disparó y mató a tres trabajadores del hospital de la bautistas del sur. Al día siguiente de los disparos, la propiedad del hospital se transfirió al gabinete de Yemen. El gobierno asumió la responsabilidad en 2003 y siguió empleando a trabajadores bautistas del sur hasta su cierre en mayo de 2007.
Al igual que otras zonas de desgarrada por la guerra Yemen, Jibla se vio afectada por la Pandemia de COVID-19, per su hospital carecía de capacidad para realizar pruebas de COVID-19 del coronavirus, por lo que los médicos tuvieron que utilizar otros medios para diagnosticarlo. Sin embargo, según dos trabajadores sanitarios de allí, el hospital recibía diariamente a casi 50 personas con síntomas, y por miedo a las represalias, los médicos no informaban a los familiares de los pacientes fallecidos sobre la sospecha de que hubieran contraído el virus.

### Mezquitas
- Masjid Qubbat Bayt Az-Zūm (en árabe: مَسْجِد قُبَّة بَيْت ٱلْزُّوْم‎)
- Masjid Qubbat Ash-Shaykh Yaʿqūb Az-Zūm (en árabe: مَسْجِد قُبَّة ٱلشَّيْخ يَعْقُوْب ٱلْزُّوْم‎)[13]
- Mezquitas históricas:

- Mezquita de la Reina Arwa
- Mezquita Qubbat Bayt Az-Zum (en árabe: مَسْجِد قُبَّة بَيْت ٱلْزُّوْم‎, romanizado: Masjid Qubbat Bayt Az-Zūm), también conocida como Masjid Qubbat Ash-del jeque Yaʿqūb Az-Zūm (en árabe: مَسْجِد قُبَّة ٱلشَّيْخ يَعْقُوْب ٱلْزُّوْم‎),[13] que se estableció en 921 AH.[15]